# Honour Valour Pride
Honour Valour Pride – siódmy album brytyjskiej grupy muzycznej Bolt Thrower. Wydawnictwo ukazało się 14 listopada 2001 roku nakładem wytwórni muzycznej Metal Blade Records.

## Lista utworów
Opracowano na podstawie materiału źródłowego.
1. „Contact – Wait Out” – 5:58
2. „Inside The Wire” – 4:23
3. „Honor” – 5:21
4. „Suspect Hostile” – 4:46
5. „7th Offensive” – 6:25
6. „Valor” – 4:02
7. „K-Machine” – 4:35
8. „A Hollow Truce” – 3:19
9. „Pride” – 6:41

## Twórcy
Opracowano na podstawie materiału źródłowego.

- Dave Ingram – śpiew
- Gavin Ward – gitara
- Barry Thompson – gitara
- Martin Kearns – perkusja
- Jo Bench – gitara basowa
- Jan Menninghaus – oprawa graficzna
- Axel Jusseit – zdjęcia
- Andy Faulkner – produkcja

## Wydania
| Rok  | Nr katalogowy | Nośnik      | Wytwórnia muzyczna  | Region            | Źródło |
| ---- | ------------- | ----------- | ------------------- | ----------------- | ------ |
| 2001 | 3984-14386-2  | CD          | Metal Blade Records | Stany Zjednoczone | [ 3 ]  |
| 2001 | 3984-14386-1  | 2xLP, Gat   | Metal Blade Records | Niemcy            | [ 3 ]  |
| 2001 | FO101CD       | CD, Album   | Фоно                | Rosja             | [ 3 ]  |
| 2001 | 3984-14386-0  | CD, Album   | Metal Blade Records | Niemcy            | [ 3 ]  |
| 2002 | JBR 26167 048 | Cass, Album | Jamback Records     | Malezja           | [ 3 ]  |